# Going Back to My Roots
Going Back to my Roots est une chanson de Lamont Dozier sortie en 1977.
Devenu un classique de la soul-disco, elle est reprise en 1980 par Richie Havens, puis connait un succès international avec les reprises de Odyssey (1981) et F.P.I. Project (nl) (1989).

## Version originale de Lamont Dozier
En 1977, Lamont Dozier travaille avec le producteur Stewart Levine (en).
Levine est à l’origine du festival Zaïre 74, trois jours de concerts en marge du match de boxe The Rumble in the Jungle voyant s'affronter Mohamed Ali et George Foreman. Ce festival permet notamment à James Brown et Bill Withers de jouer sur le sol africain aux côtés de Tabu Ley Rochereau et Miriam Makeba. De retour aux États-Unis, l'expérience servira Going Back To My Roots : Levine, qui a déjà collaboré avec Herbie Hancock, Donald Byrd, Minnie Riperton et les Crusaders, invite ces derniers à participer à l'album de Dozier, au même titre que le trompettiste sud africain Hugh Masekela qui réalise les arrangements aux sonorités africaines afin de « réaliser un trait d'union entre les deux continents. »
Le saxophoniste nigérian Orlando Julius est également crédité aux arrangements sous son pseudonyme O.J. Ekemode. Dans une interview réalisée par Sturt Records en 2014, il précise que le riff de guitare provient d'une de ses compositions passées, Ashiko, réalisée durant les années 1960. C'est également lui qui propose à Levine d'ajouter des chœurs en invitant des connaissances africaines à venir chanter (en Yoruba) sur le morceau de Dozier.
L'enregistrement se déroule à Hollywood et est diffusé sur le LP Peddlin' Music on the Side chez Warner Bros Records. Il sort la même année en single (référence WBS 232).
La version single dure quatre minutes alors que la version album atteint presque dix minutes.

### Interprétation
L'origine de la chanson est confuse, deux versions s'opposant :
- Pour certains, la chanson trouve ses racines à la suite du succès de la série Racines au début de l'année 1977.
- D'après Lamont Dozier lui-même, dans une interview pour Blues & Soul (en), c'est en raison de son déménagement à Los Angeles : il revient alors régulièrement à Détroit, sa patrie d'origine, pour retrouver sa famille et ses racines.

Ed Hogan (AllMusic) note une double interprétation du morceau : en première lecture, Dozier s'exprime dans une perspective afro-américaine, mais d'un point de vue plus général, on peut aussi l'interpréter comme traitant de sujets tels que les besoins d'identité personnelle et le fait de connaitre ses racines familiales.

### Compilation
En 2000, une double compilation de 34 titres est publiée chez Castle Music, intitulée Lamont Dozier - Going Back to my Roots : The Anthology.

## Reprises

### Version de Odyssey
Singles de Odyssey
If You're Lookin' for a Way Out
(1980) It Will Be Alright
(1981)
Odyssey publie une version disco funk en 1981.
Elle atteint la 4e position au classement du Royaume-Uni, passant six semaines dans le top 10 et 12 semaines au total.
Le single sort sous la référence PB-12240 dans différents formats (33 tours et 45 tours), produit par Steve Tyrell (en).
| Classement                                    | Meilleure position |
| --------------------------------------------- | ------------------ |
| Autriche                                      | 14                 |
| Belgique (Ultratop 50 Singles néerlandophone) | 4                  |
| Finlande                                      | 14                 |
| France                                        | 3                  |
| Allemagne                                     | 13                 |
| Irlande                                       | 13                 |
| Pays-Bas (Single Top 100)                     | 3                  |
| Pays-Bas (Nederlandse Top 40)                 | 4                  |
| Norvège                                       | 10                 |
| Afrique du Sud                                | 1                  |
| Suède                                         | 3                  |
| Suisse                                        | 2                  |
| Royaume-Uni (UK Singles Chart)                | 4                  |
| États-Unis (Hot Dance Club Songs)             | 55                 |
| États-Unis (Hot R&B/Hip Hop Songs)            | 68                 |

### Version de F.P.I. Project
Singles de F.P.I. Project (nl)
Everybody (All Over the World)
(1990)
En 1989, le trio italien F.P.I. Project (nl) (composé de Marco Fratty, Corrado Presti et Roberto Intrallazzi) enregistre la chanson sur un single intitulé Rich in Paradise "Going Back to my Roots".
Leur version utilise un échantillon de la version de Richie Havens sortie en 1980, ainsi que des extraits issus de Too Nice to Be Real du groupe belge T99, de Rich in Paradise du groupe allemand Honesty 69 et le Woo! Yeah! du morceau Think (About It) (en) de Lyn Collins.

#### Liste des pistes
| No | Titre                  | Durée |
| -- | ---------------------- | ----- |
| 1. | Going Back To My Roots | 5:25  |
| 2. | Rich In Paradise       | 5:25  |
| 3. | Piano In Paradise      | 1:40  |

#### Classements
| Classement (1989-90)                          | Meilleure position |
| --------------------------------------------- | ------------------ |
| Autriche                                      | 5                  |
| Belgique (Ultratop 50 Singles néerlandophone) | 36                 |
| Allemagne                                     | 5                  |
| Irlande                                       | 15                 |
| Pays-Bas (Nederlandse Top 40)                 | 15                 |
| Pays-Bas (Single Top 100)                     | 13                 |
| Suisse                                        | 10                 |
| Royaume-Uni (UK Singles Chart)                | 9                  |

| Classement (1999)              | Meilleure position |
| ------------------------------ | ------------------ |
| Royaume-Uni (UK Singles Chart) | 96                 |

### Autres versions
Informations issues de SecondHandSongs, sauf mention contraire.
Plus de 25 reprises sont référencées, dont :
- Richie Havens, en 1980. Marquée par des influences disco[25], il s'agit de la version samplée par F.P.I. Project (nl) en 1989.
- En 2002, Linda Clifford interprète une version aux paroles remaniées[24]. Elle se classe en 85e position du classement du Royaume-Uni durant une semaine[26].
- En 2016, Synapson et Tessa B. réalise une reprise qui atteint la 25e position du classement français[27].

## Dans les médias
Sauf indication contraire, les informations mentionnées dans cette section peuvent être confirmées par la base de données cinématographiques IMDb,  présente dans la section « Liens externes ».
- En 2005, dans Kinky Boots de Julian Jarrold,
- En 2007, dans Grow Your Own (en) de Richard Laxton.